# Cogeces de Íscar
Cogeces de Íscar – gmina w Hiszpanii, w prowincji Valladolid, w Kastylii i León, o powierzchni 13,56 km². W 2011 roku gmina liczyła 159 mieszkańców.